# Чокур (железнодорожная станция, населённый пункт)
Чокур — железнодорожная станция в Вилегодском муниципальном округе Архангельской области.

## География
Находится в юго-восточной части Архангельской области, на расстоянии приблизительно 39 километров на север по прямой от административного центра района села Ильинско-Подомского, у железнодорожной линии Котлас — Воркута.

## История
Станция Чокур открыта в 1942 году при строительстве Печорской железной дороги, ныне остановочный пункт. До 2020 года населенный пункт входил в состав Никольского сельского поселения до его упразднения.

## Население
Численность населения: 10 человек (русские 100 %) в 2002 году, 4 в 2010.